# Ли Бом Ён
Ли Бомён (кор. 이범영; 2 апреля 1989, Республика Корея) — южнокорейский футболист, вратарь клуба «Чонбук Хёндэ Моторс». Выступал за сборную Южной Кореи. Его младший брат Ли Бомсу тоже футболист.

## Карьера
В 2012 году на Олимпийских играх в Лондоне Ли Бомён сыграл решающую роль в четвертьфинальной победе Южной Кореи над Великобританией. После выхода на замену вместо травмированного первого вратаря Чон Соннёна он отбил пятый удар Великобритании от Дэниэла Старриджа в серии пенальти. Республика Корея реализовала свой пятый и решающий удар и выиграла в серии пенальти 5:4, выйдя в полуфинал олимпийского турнира в первый раз в своей истории.